# CABYR
CABYR‏ (Calcium binding tyrosine phosphorylation regulated) هوَ بروتين يُشَفر بواسطة جين CABYR في الإنسان.
للوصول إلى القدرة على الإخصاب، تخضع الحيوانات المنوية لسلسلة من عمليات النضج الشكلي والجزيئي، تُسمى القدرة التلقيحية، وتتضمن فسفرة بروتين التيروسين وزيادة الكالسيوم داخل الخلايا. يتمركز البروتين المُرمَّز بواسطة هذا الجين في الجزء الرئيسي من سوط الحيوان المنوي، مُرتبطًا بالغلاف الليفي، ويُظهر ارتباطًا بالكالسيوم عند فسفرته أثناء التمكين. تم تحديد جين كاذب على الكروموسوم 3 لهذا الجين. تُشفِّر متغيرات النسخ لهذا الجين العديد من الأشكال المتماثلة للبروتين. لم يتم توصيف نسخة وشكل متماثل إضافيين بشكل كامل.